# Костенко, Галина Григорьевна
Галина Григорьевна Костенко (8 октября 1938 – 3 июля 2021, Москва) – советская легкоатлетка, выступавшая в прыжках в высоту. Участница летних Олимпийских игр 1964 года в Токио. Двукратная чемпионка СССР (1964, 1965). Мастер спорта СССР международного класса.

## Биография
Окончила Государственный центральный ордена Ленина институт физической культуры.
В 1964 и 1965 годах побеждала на чемпионатах СССР по лёгкой атлетике в прыжках в высоту.
В 1964 году на летних Олимпийских играх в Токио заняла 16-е место.
В 1965 году стала серебряным призёром матча СССР — США по лёгкой атлетике.
Победительница Мемориала братьев Знаменских.
После завершения спортивной карьеры, с 1973 года работала преподавателем кафедры физического воспитания и спорта в МГУ имени М. В. Ломоносова.
Заслуженный преподаватель Московского университета. Награждена медалями «Ветеран труда», «В память 850-летия Москвы» и почётным знаком «Отличник физической культуры».
Умерла 3 июля 2021 года в Москве.